# Тейлор, Лили
Ли́ли Энн Те́йлор (англ. Lili Anne Taylor; род. 20 февраля 1967) — американская актриса.

## Ранние годы
Лили была пятым ребёнком из шести в семье профессиональной няни Мари Тейлор и музыканта в стиле фолк и продавца в отделе хозяйственных товаров Парка Тейлора. Родилась и выросла в в пригороде Чикаго Гленко, штат Иллинойс. По её словам, росла она в достаточно дружественной обстановке и всегда была крайне любопытной. Окончила школу в 1985 году, потом обучалась в «Театральной драматической школе при Университете Де Поля» (англ. The Theatre School at DePaul University) и «Мастерской театра Пайвен» (англ. The Piven Theatre Workshop). В 1993 году на одной из чикагских вечеринок Лили познакомилась с Луизой Пост и Ниной Гордон — основательницами альтернативной группы Veruca Salt.

## Карьера
Карьера Тейлор началась в 1988 году с фильмов «Мистическая пицца» и «Скажи что-нибудь»; за эти роли Лили получила немало положительных отзывов. Ещё большую популярность актриса обрела после главной роли в картине Нэнси Сэвоки «Дурацкое пари» 1991 года; здесь она исполнила роль некрасивой девушки, вынужденной участвовать в жестоком соревновании. Вместе с ней в фильме играл Ривер Феникс. В 1993 году Тейлор вновь довелось поработать с Сэвокой в картине «Домашние святые», которую впоследствии двадцать кинокритиков национального уровня включили в свои списки лучших фильмов.
В 1993 году известный режиссёр Роберт Олтман предложил ей роль в своей эпической лос-анджелесской драме «Короткие истории». Тейлор сыграла в сцене с Лили Томлин; также в фильме снимались Том Уэйтс, Дженнифер Джейсон Ли, Джулианна Мур и Роберт Дауни-младший.
Одной из наиболее известных ролей Тейлор является Валери Соланас из фильма Мэри Харрон «Я стреляла в Энди Уорхола». Её игра восхитила как критиков, так и простых зрителей. В том же году Лили сыграла в фильме «Выпускницы» c Бруклин Хэрри и Онжаню Эллис. В 1998 году Тейлор довелось поработать с легендой инди-фильмов Джоном Уотерсом в картине «Фотограф».
Также актриса снималась в таких телесериалах, как «Секретные материалы», «Клиент всегда мертв», «Почти человек», «Хемлок Гроув», «Американское преступление» и других.

## Личная жизнь
С 2009 года Тейлор замужем за писателем Ником Флинном. У них есть дочь, Мейв Лулу Тейлор Флинн.
В мае 1997 года бывший парень Тейлор, актёр Майкл Рапапорт, был арестован за её преследование и обвинён по двум пунктам обстоятельств, отягчающих наказание. Он признал себя виновным и получил запретительный приказ на приближение к Тейлор.
Тейлор является активисткой в вопросах сохранения природной среды, в особенности той, которая связана с птицами. Она является членом совета директоров «Американской ассоциации птицеводства» (англ. The American Birding Association) и Национального Одюбоновского общества (англ. National Audubon Society).

## Фильмография

### Кино
| Год  | Русское название                           | Оригинальное название              | Роль                              | Примечания                      |
| ---- | ------------------------------------------ | ---------------------------------- | --------------------------------- | ------------------------------- |
| 1988 | У неё будет ребёнок                        | She’s Having a Baby                | девушка в медицинской лаборатории |                                 |
| 1988 | Мистическая пицца                          | Mystic Pizza                       | Джоджо                            |                                 |
| 1989 | Скажи что-нибудь                           | Say Anything…                      | Кори Флад                         |                                 |
| 1989 | Рождённый четвёртого июля                  | Born on the Fourth of July         | Джейми Уилсон                     |                                 |
| 1990 | Светлый ангел                              | Bright Angel                       | Люси                              |                                 |
| 1991 | Дурацкое пари                              | Dogfight                           | Роуз                              |                                 |
| 1993 | Аризонская мечта                           | Arizona Dream                      | Грейс Сталкер                     |                                 |
| 1993 | Смотри на это                              | Watch It                           | Бренда                            |                                 |
| 1993 | Короткие истории                           | Short Cuts                         | Хани Буш                          |                                 |
| 1993 | Домашние святые                            | Household Saints                   | Тереза                            |                                 |
| 1993 | Руди                                       | Rudy                               | Шерри                             |                                 |
| 1994 | —                                          | Touch Base                         | Дарси Уиннингхэм                  | короткометражный фильм          |
| 1994 | Миссис Паркер и порочный круг              | Mrs. Parker and the Vicious Circle | Эдна Фербер                       |                                 |
| 1994 | Высокая мода                               | Prêt-à-Porter                      | Фиона Ульрих                      |                                 |
| 1995 | Зависимость                                | The Addiction                      | Кэтлин Конклин                    |                                 |
| 1995 | Холодная лихорадка                         | Á köldum klaka                     | Джилл                             |                                 |
| 1995 | Четыре комнаты                             | Four Rooms                         | Рейвен                            | новелла: The Missing Ingredient |
| 1995 | Убийца: Дневник убийств                    | Killer: A Journal of Murder        | Рейвен                            | женщина в баре                  |
| 1996 | Я стреляла в Энди Уорхола                  | I Shot Andy Warhol                 | Валери Соланас                    |                                 |
| 1996 | Выпускницы                                 | Girls Town                         | Пэтти Люччи                       |                                 |
| 1996 | Вещи, о которых я тебе никогда не говорила | Cosas que nunca te dije            | Энн                               |                                 |
| 1996 | Жестокий город                             | Illtown                            | Мики                              |                                 |
| 1996 | Выкуп                                      | Ransom                             | Марис Коннер                      |                                 |
| 1996 | —                                          | Plain Pleasures                    | н/д                               | короткометражный фильм          |
| 1997 | Сдвиг по фазе                              | Kicked in the Head                 | Хэппи                             |                                 |
| 1998 | Гараж                                      | O.K. Garage                        | Рейчел                            |                                 |
| 1998 | Самозванцы                                 | The Impostors                      | Лили                              |                                 |
| 1998 | —                                          | Come to                            | Анджела                           | короткометражный фильм          |
| 1998 | Фотограф                                   | Pecker                             | Рори Уилер                        |                                 |
| 1999 | Жизнь по наклонной                         | A Slipping-Down Life               | Эви Декер                         |                                 |
| 1999 | Призрак дома на холме                      | The Haunting                       | Элеонор «Нелл» Вэнс               |                                 |
| 2000 | Фанатик                                    | High Fidelity                      | Сара Кендрю                       |                                 |
| 2001 | Джули Джонсон                              | Julie Johnson                      | Джули Джонсон                     |                                 |
| 2001 | Полдень с Гауди                            | Tardes de Gaudí                    | Бен                               |                                 |
| 2003 | Приёмные матери                            | Casa de los babys                  | Лесли                             |                                 |
| 2005 | Фактотум                                   | Factotum                           | Джен                              |                                 |
| 2005 | Непристойная Бэтти Пейдж                   | The Notorious Bettie Page          | Пола Клоу                         |                                 |
| 2007 | Начиная вечером                            | Starting Out in the Evening        | Ариэль Шиллер                     |                                 |
| 2007 | Секрет                                     | Si j'étais toi                     | Ханна Маррис                      |                                 |
| 2008 | Повышение                                  | The Promotion                      | Лори Уэлнер                       |                                 |
| 2009 | Бруклинские полицейские                    | Brooklyn’s Finest                  | Анджела                           |                                 |
| 2009 | Джонни Д.                                  | Public Enemies                     | шериф Лиллиан Холли               |                                 |
| 2009 | —                                          | Tired of Being Funny               | Ли                                | короткометражный фильм          |
| 2011 | Пирс                                       | The Pier                           | Грейс Росс                        |                                 |
| 2011 | —                                          | Portraits in Dramatic Time         | в роли самой себя                 |                                 |
| 2012 | О Черри                                    | About Cherry                       | Филлис                            |                                 |
| 2012 | Быть Флинном                               | Being Flynn                        | Джой                              |                                 |
| 2012 | Курьер                                     | The Courier                        | миссис Кейпо                      |                                 |
| 2012 | Глобальное потепление                      | Future Weather                     | мисс Маркови                      |                                 |
| 2013 | Стылые земли                               | The Cold Lands                     | Николь                            |                                 |
| 2013 | Кровные узы                                | Blood Ties                         | Мари                              |                                 |
| 2013 | Заклятие                                   | The Conjuring                      | Кэролин Перрон                    |                                 |
| 2015 | Бегущий в лабиринте: Испытание огнём       | Maze Runner: The Scorch Trials     | Мэри Купер                        |                                 |
| 2016 | —                                          | After Adderall                     | Лили                              |                                 |
| 2016 | —                                          | Modern Houses                      | архитектор                        | короткометражный фильм          |
| 2017 | До костей                                  | To the Bone                        | Джуди                             |                                 |
| 2017 | Техасская резня бензопилой: Кожаное лицо   | Leatherface                        | Верна Сойер                       |                                 |
| 2018 | Проклятие монахини                         | The Nun                            | Кэролин Перрон                    |                                 |
| 2018 | Элай                                       | Eli                                | доктор Хорн                       |                                 |

### Телевидение
| Год       | Русское название                    | Оригинальное название                     | Роль                                     | Примечания |
| --------- | ----------------------------------- | ----------------------------------------- | ---------------------------------------- | --- |
| 1986      | Криминальные истории                | Crime Story                               | официантка                               | эпизод: Hide and Go Thief |
| 1987      | —                                   | Night of Courage                          | Марина                                   | телефильм |
| 1990      | Монстры                             | Monsters                                  | Джейми Нил                               | эпизод: Habitat |
| 1990      | Американский театр                  | American Playhouse                        | молодая Марианна                         | эпизод: Sensibility and Sense |
| 1990      | Семья шпионов                       | Family of Spies                           | Лора Уокер                               | мини-сериал; основная роль |
| 1997      | Не прислоняться                     | SUBWAYStories: Tales from the Underground | Белинда                                  | телефильм; новелла: The Listeners |
| 1997—1998 | Без ума от тебя                     | Mad About You                             | Арли                                     | телесериал; 2 эпизода |
| 1998      | Секретные материалы                 | The X-Files                               | Марти Гленн                              | эпизод: Mind’s Eye |
| 2000—2001 | Последний срок                      | Deadline                                  | Хильди Бейкер                            | телесериал; основная роль |
| 2001      | Анна Франк                          | Anne Frank: The Whole Story               | Мип Гиз                                  | мини-сериал; основная роль |
| 2002      | Прямой эфир из Багдада              | Live from Baghdad                         | Джуди Паркер                             | телефильм |
| 2002—2005 | Клиент всегда мёртв                 | Six Feet Under                            | Лиза Киммел Фишер                        | 24 эпизода Премия Гильдии киноактёров США за лучший актёрский состав в драматическом сериале (2003) Номинация — Премия «Эмми» в категории «Лучшая приглашённая актриса в драматическом телесериале» (2002) |
| 2003      | —                                   | Penguins Behind Bar                       | Дорис Феарфизер                          | телевизионный мультфильм; озвучка |
| 2007      | —                                   | State of Mind                             | Энн Беллоуз                              | телесериал; основная роль |
| 2010      | Хорошая жена                        | The Good Wife                             | Донна Сибрук                             | эпизод: Poisoned Pill |
| 2013—2014 | Почти человек                       | Almost Human                              | капитан Сандра Мальдонадо                | телесериал; основная роль |
| 2013—2014 | Хемлок Гроув                        | Hemlock Grove                             | Линда Руманчек                           | телесериал; роль второго плана |
| 2014      | Готэм                               | Gotham                                    | Пэтти                                    | эпизод: Selina Kyle |
| 2015      | Закон и порядок: Специальный корпус | Law & Order: Special Victims Unit         | Марта Торнхилл                           | телесериал; 2 эпизода |
| 2015—2017 | Американское преступление           | American Crime                            | Энн Блейн / Нэнси Стрэмберг / Клэр Коутс | телесериал; основная роль |
| 2019      | Покои                               | Chambers                                  | Рут Пезим                                | телесериал; роль второго плана |
| 2020      | Перри Мейсон                        | Perry Mason                               | Бёрди Маккиган                           | телесериал; роль второго плана |